# Kabinett Hoxha III

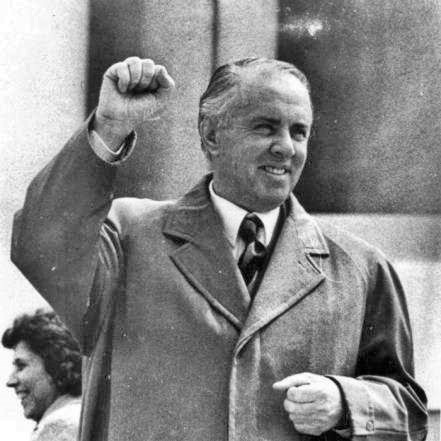
Enver Hoxha war von 1944 bis 1954 Vorsitzender des Ministerrates der Sozialistischen Volksrepublik Albanien

Das Kabinett Hoxha III war eine Regierung der Sozialistischen Volksrepublik Albanien, die am 23. März 1946 von Ministerpräsident Enver Hoxha von der Partei der Arbeit Albaniens PPSh (Partia e Punës e Shqipërisë) gebildet wurde. Es löste das Kabinett Hoxha II ab und blieb bis zum 30. Juni 1950 im Amt, woraufhin es vom Kabinett Hoxha IV abgelöst wurde.
Da das Kabinett Hoxha II unverändert war gegenüber der Vorgängerregierung, die nach der Ausrufung der Volksrepublik am 11. Januar 1946 zurückgetreten, aber bis zur Bildung einer neuen Regierung im März 1946 im Amt verblieben war, wurde diese nicht von allen als eigene Regierung gezählt. Folglich wird die im März 1946 gebildete Regierung zum Teil auch als Kabinett Hoxha II bezeichnet.
Am 14. März 1946 verabschiedete die verfassungsgebende Versammlung eine neue Verfassung für die Sozialistische Volksrepublik Albanien. Am 16. März wandelte sie sich in die Volksversammlung um. Nach der Verabschiedung der neuen Verfassung wurde eine neue Regierung gebildet – die genauen Datumsangaben unterscheiden sich je nach Quelle: So erwähnt Louis Zanga den 23. März als Beginn dieser Regierung, aber den 25. März als Ende der Vorgängerregierung. Am 24. März präsentierte Enver Hoxha der Volksversammlung das Programm der „ersten Regierung der Volksrepublik Albanien“.
Die neue Regierung zeigte zahlreiche Wechsel gegenüber der Vorgängerregierung. Außenminister Omer Nishani verschwand und Innenminister Haxhi Lleshi hatte vorerst keinen Geschäftsbereich – die beiden wichtigen Posten wurden zwischen den beiden führenden Personen im Staat, Enver Hoxha und Koçi Xoxe aufgeteilt, auf die noch weitere wichtige Positionen konzentriert wurden: Hoxha war Ministerpräsident, Außenminister und Verteidigungsminister, Xoxe Vizepremier, Innenminister und Vorsitzender der Staatlichen Kontrollkommission.
Mit Ausnahme der von Hoxha besetzten Ämtern, dem Justizministerium und dem Landwirtschaftsministerium gab es auf allen anderen Ministerposten mindestens einen Wechsel. Bereits im Verlaufe der ersten Monate wurde Bildungsminister Sejfulla Malëshova aus dem Politbüro und dem Zentralkomitee ausgeschlossen, im Mai 1947 verhaftet und später zu einer langen Gefängnisstrafe verurteilt, wodurch Hoxha und Xoxe einen Widersacher eliminiert hatten. Malëshova war vielen Kommunisten zu offen für andere politische Kräfte und den westlichen Großmächten. Im Februar 1948 wurde Naxhije Dume Nachfolgerin von Malëshova im Bildungsministerium und damit mit 27 Jahren erste Ministerin Albaniens.
Die Wechsel in der Regierung sind auch Ausdruck der Weltpolitik und der Spannung in der albanischen Führung, inwieweit die Anlehnung an Jugoslawien gehen sollte. Xoxe arbeitete auf eine enge Anlehnung an Jugoslawien hin und setzte im Juli 1946 einen Freundschafts- und Wirtschaftsvertrag mit Belgrad durch, der die Verschmelzung der Wirtschaftssysteme Albaniens und Jugoslawiens vorsah. Im Februar 1948 hatte Xoxe im Zentralkomitee fast die Absetzung von Hoxha erreicht. Zuvor hatte er Ende November 1947 schon Nako Spiru, den Vorsitzenden der Staatlichen Planungskommission, schwer beschuldigt, worauf dieser Selbstmord beging. Nach Stalins Kritik an der jugoslawischen Führung und dem Bruch mit Tito im Juni 1948 konnte Hoxha, nachdem er sich der Unterstützung durch die UdSSR versichert hatte, die pro-jugoslawischen Kräfte in der albanischen Führung stürzen. Zuerst wurde Xoxe am 2. Oktober 1948 ins Industrieministerium versetzt und zusammen mit Nesti Kerenxhi am 30. Oktober ganz aus der Regierung ausgeschlossen – zahlreiche weitere Ministerien wurden Ende November 1948 neu besetzt. Im Frühsommer 1949 kam es zu einem Geheimprozess gegen Xoxe und Gefährten – Xoxe wurde zum Tod verurteilt, die übrigen zu langjährigen Gefängnisstrafen. Mehmet Shehu kam als Getreuer von Hoxha in die Regierung. Industrieminister Abedin Shehu wurde Anfang 1950 in einer weiteren Säuberungswelle aus der Regierung entlassen.
Am 28. Mai 1950 wurde ein neues Parlament gewählt, worauf auch eine neue Regierung gebildet wurde. 
| Amt                                              | Amtsinhaber                                        | Beginn der Amtszeit                                                | Ende der Amtszeit                                                 |
| ------------------------------------------------ | -------------------------------------------------- | ------------------------------------------------------------------ | ----------------------------------------------------------------- |
| Vorsitzender des Ministerrates                   | Enver Hoxha                                        | 23. März 1946                                                      | 30. Juni 1950                                                     |
| Stellvertretender Vorsitzender des Ministerrates | Koçi Xoxe Tuk Jakova Mehmet Shehu                  | 23. März 1946 28. November 1948                                    | 30. Oktober 1948 30. Juni 1950                                    |
| Außenminister                                    | Enver Hoxha                                        | 23. März 1946                                                      | 30. Juni 1950                                                     |
| Verteidigungsminister                            | Enver Hoxha                                        | 23. März 1946                                                      | 30. Juni 1950                                                     |
| Vorsitzender der Staatlichen Planungskommission  | Nako Spiru Kiço Ngjela Nesti Kerenxhi Spiro Koleka | 23. März 1946 20. November 1947 06. Februar 1948 28. November 1948 | 20. November 1947 06. Februar 1948 02. Oktober 1948 30. Juni 1950 |
| Innenminister                                    | Koçi Xoxe Nesti Kerenxhi Mehmet Shehu              | 23. März 1946 02. Oktober 1948 30. Oktober 1948                    | 02. Oktober 1948 30. Oktober 1948 30. Juni 1950                   |
| Finanzminister                                   | Ramadan Çitaku Kiço Ngjela Abdyl Këllezi           | 23. März 1946 6. Februar 1948 28. November 1948                    | 06. Februar 1948 28. November 1948 30. Juni 1950                  |
| Justizminister                                   | Manol Konomi                                       | 23. März 1946                                                      | 30. Juni 1950                                                     |
| Bildungsminister                                 | Sejfulla Malëshova Naxhije Dume Kahreman Ylli      | 23. März 1946 1946 28. November 1948                               | Mai 1947 28. November 1948 30. Juni 1950                          |
| Wirtschaftsminister                              | Tuk Jakova                                         | 23. März 1946                                                      | 02. Februar 1947                                                  |
| Industrieminister                                | Tuk Jakova Koçi Xoxe Gogo Nushi Abedin Shehu       | 06. Februar 1948 02. Oktober 1948 30. Oktober 1948 1949            | 02. Oktober 1948 30. Oktober 1948 1949 08. März 1950              |
| Handelsministerium                               | Gogo Nushi Kiço Ngjela                             | 02. Februar 1947 28. November 1948                                 | 28. November 1948 30. Juni 1950                                   |
| Landwirtschaftsminister                          | Gaqo Tashko                                        | 23. März 1946                                                      | 30. Juni 1950                                                     |
| Minister für öffentliche Arbeiten                | Spiro Koleka Abedin Shehu Spiro Koleka             | 23. März 1946 28. November 1948 08. März 1950                      | 28. November 1948 08. März 1950 30. Juni 1950                     |
| Gesundheitsminister                              | Medar Shtylla                                      | 23. März 1946                                                      | 30. Juni 1950                                                     |
| Kommunikationsminister                           | Mehmet Shehu Spiro Koleka                          | 06. Februar 1948 28. November 1948                                 | 02. Oktober 1948 30. Juni 1950                                    |
| Vorsitzender der Staatlichen Kontrollkommission  | Koçi Xoxe Haxhi Lleshi                             | 23. März 1946 28. November 1948                                    | 03. Oktober 1948 30. Juni 1950                                    |
| Minister ohne Geschäftsbereich                   | Nesti Kerenxhi Haxhi Lleshi                        | 23. März 1946                                                      | 28. November 1948 03. Oktober 1948                                |